# Тэйзуэлл, Пол
Пол Тэйзуэлл (англ. Paul Tazewell; род. 15 сентября 1964 года, Акрон, Огайо, США) — американский художник по костюмам, работающий в театре, танце, кино, опере и на телевидении. После обучения в Школе искусств Тиша при Нью-Йоркском университете он начал свою карьеру на Бродвее. С тех пор он получил премию «Оскар», BAFTA, премию «Эмми» и премию «Тони».
Тэйзуэлл дебютировал на Бродвее как художник по костюмам в постановке «Добавь шума, Добавь Фанка» (англ. Bring in 'Da Noise, Bring in 'Da Funk) в 1996 году. В 2016 году он получил премию «Тони» за лучшие костюмы в мюзикле за работу над «Гамильтон» Лина-Мануэля Миранды. Среди других его номинаций на премию «Тони» — «Цветы лиловые полей» (2006), «На высотах» (2008), «Мемфис» (2010), «Трамвай „Желание“» (2012), «Не слишком гордись» (2019), «МД» (2022) и «Суффиксы» (2024).
За работу над фильмом Стивена Спилберга «Вестсайдская история» (2021) Тэйзвуэлл стал первым афроамериканским мужчиной-художником по костюмам, номинированным на премию «Оскар» за лучшие костюмы. В итоге он выиграл эту премию за работу над фильмом «Злая: Сказка о ведьме Запада» (2024) на 97-й церемонии вручения премии «Оскар». Он также получил премию прайм-тайм «Эмми» за работу над телевизионной постановкой мюзикла «Виз!» (2016).

## Ранняя жизнь и образование
Тэйзвуэлл родился 15 сентября 1964 года в Акроне, штат Огайо. Он окончил Школу искусств Северной Каролины и Школу искусств Тиш Нью-Йоркского университета. С 2003 по 2006 год Тэйзвуэлл был приглашённым художником и адъюнкт-профессором по дизайну костюмов в Университете Карнеги — Меллона в Питтсбурге, штат Пенсильвания.
Его брат, Джонатан Тэйзвуэлл, также является признанным писателем и режиссёром. Он снял художественный фильм «Gotta Get Down To It» и другие короткометражные фильмы, включая свою работу «Breezewood». Джонатан Тэйзвуэлл занимает должность профессора драмы и кино Томаса С. Тергуона в колледже Кеньон в Огайо и основал отделение кино в этом колледже.

## Карьера
Тэйзвуэлл создал костюмы для более чем дюжины бродвейских постановок, начиная с «Добавь шума, Добавь Фанка» в 1996 году (получив номинацию на премию «Тони»). За свою карьеру Тэйзвуэлл оформил костюмы для многочисленных пьес, преимущественно с участием афроамериканских и латиноамериканских актёров. Среди других мюзиклов — «В городе» (возобновление), «Цветы лиловые полей», а также «Парни и куколки» (возобновление) и «Мемфис» в 2009 году. Среди недавних бродвейских работ — «Доктор Живаго», «Side Show» и «Трамвай „Желание“».
На Бродвее среди его постановок были «Ломбарди», «Чудотворец» (возобновление), «Магия/Птица» и удостоенное премии «Тони» возобновление «Изюминка на солнце». Среди его работ на офф-бродвейской сцене — «Гамильтон», «Элейн Стритч на свободе» (2001), «Бостонский брак» (2002), «Разрушенный», «Одна запасная блоха», «Плоть и кровь» и «Гарлемская песня» в театре «Аполло».
В региональных театрах он создавал костюмы для многих постановок, включая Arena Stage («Женщины», 1999, и «Округ Полк», 2002), Театр Гатри, Театр Гудмана и Театр Ла-Джолла. Среди его работ для балетных трупп — Бостонский балет, Тихоокеанский северо-западный балет и Большой театр. В области оперы он сотрудничал с театрами Глиммерглас, Оперный театр Сент-Луиса, Хьюстонской Гранд-оперой, Вашингтонской национальной оперой, Английской национальной оперой и Метрополитен-оперой.
Тэйзвуэлл был художником по костюмам в фильмах «Злая: Сказка о ведьме Запада» и «Злая: Навсегда», экранизациях бродвейского мюзикла. Его работа над «Злой» принесла ему премию BAFTA за лучшие костюмы и премию «Оскар» за лучшие костюмы. Тэйзвуэлл стал первым чернокожим мужчиной, получившим «Оскар» за работу художника по костюмам, и вторым чернокожим художником по костюмам после Рут Э. Картер.

## Личная жизнь
Тэйзвуэлл  — открытый гей. Это делает его первым чернокожим геем, получившим премию «Оскар» за лучший дизайн костюмов.

## Работы

### Кино
- Гарриет, Focus Features (2019)
- Вестсайдская история, 20th Century Studios (2021)
- Злая: Сказка о ведьме Запада, Universal Pictures (2024)
- Злая: Навсегда, Universal Pictures (2025)

### Телевидение
- Виз!, NBC (2015)
- Бессмертная жизнь Генриетты Лакс, HBO (2017)
- Иисус Христос - суперзвезда в прямом эфире на концерте, NBC (2018)

### Театр
- Before It Hits Home (1992)
- Bring in 'Da Noise, Bring in 'Da Funk (1996)
- On the Town (1998)
- Fascinating Rhythm (1999)
- Boston Marriage (2002)
- Elaine Stritch At Liberty (2002)
- Caroline, or Change (2003)
- A Raisin in the Sun (2004)
- The Color Purple (2005)
- In the Heights (2008)
- Guys and Dolls (2009)
- Memphis (2009)
- Fetch Clay, Make Man (2010)
- Lombardi (2010)
- The Miracle Worker (2010)
- Jesus Christ Superstar (2012)
- A Streetcar Named Desire (2012)
- Magic/Bird (2012)
- Side Show (2014)
- Hamilton (2015)
- Doctor Zhivago (2015)
- Summer: The Donna Summer Musical (2018)
- Escape to Margaritaville (2018)
- Ain't Too Proud (2019)
- MJ (2022)
- Mr. Saturday Night (2022)
- Suffs (2024)
- Death Becomes Her (2024)